# 948
Năm 948 là một năm trong lịch Julius.